# Urs M. Fiechtner
Urs Michael Fiechtner (* 2. November 1955 in Bonn) ist ein deutscher Schriftsteller und Menschenrechtsaktivist.

## Familie
Urs Michael Fiechtner entstammt einer schwäbischen Offiziers- und Beamtenfamilie. Er ist ein Sohn von Oberst Dietrich Fiechtner (1913–1985), der als deutscher Militärattaché in Chile und Peru Augusto Pinochet nahestand, und Ingeborg Fiechtner geborene Weiger. Seine Großväter waren der Ulmer Oberstudiendirektor Karl Weiger, eines der führenden Mitglieder des 1920 als Nachfolgeorganisation der Ulmer Einwohnerwehr gegründeten paramilitärischen Schwabenbanners, und der im Ersten Weltkrieg als Hauptmann des 2. Bayerischen Fußartillerieregimentes gefallene Eduard Maximilian Fiechtner, Regierungsbaumeister in Château-Salins (Elsaß-Lothringen). Seine Urgroßväter waren Carl Weiger, Ehrenbürger von Oberkochen, Eduard Fiechtner, Ehrenbürger von Untertürkheim, und der Heimatdichter und Ulmer Schullehrer Paul Theodor Streicher.

## Werdegang
Von 1961 bis 1966 lebte Fiechtner in Santiago de Chile, wo er die Deutsche Schule besuchte. Anschließend zog die Familie, der militärischen Laufbahn des Vaters geschuldet, nach Köln und später nach Starnberg. Seit 1973 lebt Urs M. Fiechtner in Ulm und der Region. Er verließ alle weiterführenden Schulen vorzeitig, ohne einen Schulabschluss zu erlangen.
Zu seinem ersten politischen Auftritt als Maskottchen „El pequeño Cadete“ (der kleine Kadett) der chilenischen Streitkräfte wurde er 1963 von seinem Vater bestimmt. Die Bilder des vor der Militärparade oder flankiert von Bundespräsident Heinrich Lübke und Frau salutierenden Achtjährigen gingen durch die deutsche Presse.
1970, als er mit 15 Jahren eine Schülergruppe von Amnesty International in Starnberg gründete, hatte sich Urs M. Fiechtner von dem politischen Milieu seines familiären Umfeldes distanziert. Er beteiligte sich an Schülerbewegungen gegen rechtsradikale Lehrer und Schuldirektoren, für die Integration von Gastarbeiterfamilien oder für den Aufbau einer Drogenberatung in Starnberg und München. 1973 gründete er eine Amnesty International-Gruppe in Ulm. Seither ist er ohne Unterbrechungen immer wieder zum Sprecher der Gruppe gewählt worden. Seit 1977 arbeitet Urs M. Fiechtner mit der argentinischen Selbsthilfeorganisation Abuelas de Plaza de Mayo zusammen, den Großmüttern der während der Militärdiktatur verschleppten Kinder, sowie den Madres Alemanas, den Müttern deutscher und deutschstämmiger „Verschwundener“. 1981 gründete er die Argentinienhilfe e. V. in Ulm und 1993 die Initiative für den Aufbau des 1995 realisierten Behandlungszentrums für Folteropfer Ulm (BFU). Im Jahr 2009 beteiligte sich Urs M. Fiechtner an der Bildung eines Fördervereins für das BFU, und 2014 wirkte er an der Gründung der Ulmer Stiftung Menschenrechtsbildung mit. 2015 gründete er die Edition Kettenbruch, Publikationen zu Menschenrechtsthemen.

## Literarisches Werk
1973 veröffentlichte Urs M. Fiechtner zum ersten Mal Lyrik in der den Jusos nahestehenden Ulmer Jugendzeitung. Seit 1974 gibt er Autorenlesungen. Über die folgenden mehr als 40 Jahre werden es rund 2000 Lesungen im deutschsprachigen Raum und Chile. 1976 gründete er das interkulturelle Autorenkollektiv 79, die spätere autorengruppe79, zu deren zentralem Thema die Menschenrechte werden.
Zusammen mit dem chilenischen, im deutschen Exil lebenden Musiker Sergio Vesely entwickelte Fiechtner 1977 die Form der Konzertlesung als Verbindung von Literatur und Musik. Ihre Arbeitspartnerschaft bleibt über die folgenden Jahrzehnte bestehen.
Seit Beginn arbeitet er mit allen literarischen Gattungen, wobei die zentrale Form in Fiechtners Schaffen die Lyrik ist. Im Mittelpunkt des lyrischen Werkes steht der Gesang für América, eine poetische Erzählung der Geschichte Lateinamerikas von der indianischen Überlieferung über die Kolonialgeschichte bis zum Ende der Kolonialzeit. Der Zyklus ist in drei Stufen 1986, 1991 und 2000 erschienen.
Zusammen mit Sergio Vesely veröffentlichte Fiechtner 2015 das autobiografisch geprägte Buch Mit Möwenzungen in der Mehrzweckhalle. Die Rezensentin Susanne Rudolph lobte in der Südwest Presse „Fiechtners melancholisch luftige Gedichte, in denen er einmal mehr mit unverbrauchten Bildern und Wortarabesken fesselt“, kritisiert aber die „bisweilen didaktisch recht überwürzte Prosa“.
Sein größter kommerzieller Erfolg ist sein erstes Jugendbuch aus dem Jahr 1985, der dokumentarische Roman Annas Geschichte, der auf Dänisch, Katalanisch, Galicisch und Spanisch übersetzt wurde und in vier Hardcover- und 16 Taschenbuch-Auflagen erschien. In den darauf folgenden Veröffentlichungen verschwimmen die Grenzen zwischen den Genres Jugend- und Erwachsenenbuch immer mehr. Mittelpunkt der literarischen Arbeit bleibt das Thema „Menschenrechte“.

## Auszeichnungen
- 1978 Friedenspreis der Gegenbuchmesse der Arbeitsgemeinschaft Alternativer Verlage und Autoren e. V.
- 1985 Buxtehuder Bulle (für Annas Geschichte)[18]
- 1986 Frühjahr: Preis der Leseratten des ZDF (für Annas Geschichte)
- 1987 Frühjahr: Preis der Leseratten des ZDF (für Mario Rosas)
- 1991 Frühjahr: Preis der Leseratten des ZDF (für Geschichten aus dem Niemandsland)
- 1991 Thaddäus-Troll-Preis für Kurzprosa und Lyrik[19]
- 1998 Das Rote Tuch, Jugendmedienpreis der SPD Berlin, Charlottenburg-Wilmersdorf (mit Reiner Engelmann)[20]
- 2004 JuBu Buch des Monats (für Frei von Furcht und Not) (mit Reiner Engelmann)

1986, 1999 und 2002 standen Werke Fiechtners auf der Liste ''Empfohlene Bücher'' des Gustav-Heinemann-Friedenspreises für Kinder- und Jugendbücher.
Der Dokumentarfilm Asyl (Kurzfilm 1984) von Friedrich Klütsch, dessen Drehbuch in Zusammenarbeit mit Osvaldo Bayer, Cengiz Doğu und Urs M. Fiechtner entstand, erhielt 1984 einen Kritikerpreis der Internationalen Kurzfilmtage Oberhausen.

## Veröffentlichungen (Auswahl)
- Urs M. Fiechtner: Die Menschenrechte – Ein Bühnenstück?, Edition Kettenbruch, Ulm 2019, ISBN 978-3-7375-8986-4
- Urs M. Fiechtner, Sergio Vesely: Notizen vor Tagesanbruch. Gedichte. (Auswahl 1975 bis 1990). Illustrationen von Christian Kühnel. Signal, Baden-Baden 1990; überarbeitete und erweiterte Ausgabe Edition Kettenbruch, Aachen / Stuttgart / Ulm 2015, ISBN 978-3-7375-4351-4
- Fiechtner / Bercher / Drößler / Schlichenmaier (Hrsg.): Verteidigung der Menschenwürde. Die Arbeit des Behandlungszentrums für Folteropfer Ulm. Lesebuch über den Umgang mit traumatisierten Flüchtlingen. Edition Kettenbruch, Aachen / Stuttgart / Ulm 2015, ISBN 978-3-7375-6807-4
- Fiechtner / Vesely: Mit Möwenzungen in der Mehrzweckhalle. Autobiographische Erzählungen und Kurzgeschichten. Edition Kettenbruch, Aachen / Stuttgart / Ulm 2015, ISBN 978-3-7375-4350-7
- Fiechtner / Vesely: Puchuncavi. Theaterstücke und Dokumente aus einem modernen Konzentrationslager. B. Bruscha & AS, Tübingen 1979; überarbeitete Ausgabe Edition Kettenbruch Ulm / Aachen / Stuttgart 2015, ISBN 978-3-88233-103-5
- Urs M. Fiechtner, Linde von Keyserlingk, Sergio Vesely: Weisheit war ihr Wesen. Indianische Glaubensgeschichten. Sergio Vesely, Urs M. Fiechtner, Hans-Peter Bögel, Charles Wirths und Marianne Lochert. Hörbuch. SWR Mediaservices GmbH, 2014.
- Urs M. Fiechtner, Reiner Engelmann (Hrsg.): Dass wir heute frei sind… Lesebuch über die Arbeit von Menschenrechtsorganisationen. Sauerländer, Mannheim 2011, ISBN 978-3-7941-8107-0
- Fiechtner: Annas Geschichte. Die Geschichte einer Verschwundenen. Signal, Baden-Baden 1985, 4. Aufl. 1989; dtv, 16. Aufl. München 2011, ISBN 978-3-423-07889-4
- Fiechtner: Folter – Angriff auf die Menschenwürde. Kurzgeschichten nach authentischen Fällen. Mit einem Sachteil über Geschichte und Gegenwart der Folter. Horlemann, Edition Menschenrechte, Bad Honnef 2008, ISBN 978-3-89502-252-4
- Fiechtner: Verschwunden – In geheimer Haft. Erzählungen und Sachtexte. Elefanten Press / Bertelsmann, Berlin und München 2001; Horlemann, Edition Menschenrechte, Bad Honnef 2008, ISBN 978-3-89502-257-9
- Fiechtner / Vesely: Geschichten aus dem Niemandsland. Kurzgeschichten. Illustriert von Christian Kühnel. Signal, Baden-Baden 1990; Arena, Würzburg 1996; erweiterte Ausgabe, Schmetterling, Stuttgart 2008, ISBN 978-3-89657-131-1
- Fiechtner / Engelmann (Hrsg.): Frei und gleich geboren. Lesebuch Menschenrechte. Sauerländer, Aarau / Frankfurt a. M. 1998, 2. Aufl. 2001; Unionsverlag, Zürich 2002; erweiterte Ausgabe cbt Bertelsmann, München 2008, ISBN 978-3-293-21039-4.
- Fiechtner / Vesely: Erwachen in der Neuen Welt. Romanbiographie über Bartolomé de Las Casas und seine Zeit. Mit Anhang über Leben und Werk von Las Casas sowie Karten und Literaturangaben. Illustrationen von Christian Kühnel. Signal, Baden-Baden 1988; Terre des Hommes 2006, ISBN 978-3-924493-68-4.
- Engelmann / Fiechtner (Hrsg.): Kinder ohne Kindheit. Lesebuch Kinderrechte. Sauerländer / Patmos, Düsseldorf 2006, ISBN 978-3-7941-8045-5.
- Fiechtner / Engelmann (Hrsg.): Frei von Furcht und Not. Lesebuch wirtschaftliche und soziale Menschenrechte. Sauerländer / Patmos, Düsseldorf 2004, ISBN 978-3-7941-8017-2.
- Fiechtner / Vesely: Im Auge des Jaguars. Erzählungen über prägende Ereignisse in der indianischen Kultur- und Zivilisationsgeschichte vor Kolumbus, mit Texten zur Lage indianischer Völker heute. Signal, Baden-Baden 1991; Die Schatztruhe, München 2003, ISBN 978-3-935877-84-8.
- Fiechtner: Mario Rosas. Die Geschichte einer Flucht. Signal, Baden-Baden 1986; Ravensburger 1990; Terre des Hommes 2003, ISBN 978-3-924493-40-0.
- Fiechtner / Engelmann (Hrsg.): Aller Menschen Würde. Lesebuch für Amnesty International. Autobiographische Erzählungen, Berichte, Essays, Kurzgeschichten, Sachtexte, Lyrik, Lieder und Texte für Bühne und Film. Sauerländer, Aarau / Frankfurt a. M. 2001, ISBN 978-3-7941-4580-5.
- Fiechtner / Vesely: Gesang für América / Canto a América (III). Eine poetische Vision der Geschichte Amerikas von ihren Ursprüngen bis zum Ende der Kolonialzeit, Streifzug durch Mittel und Formen der Lyrik. Schmetterling, Stuttgart 2000 (spanisch/deutsch), ISBN 978-3-89657-113-7.
- Fiechtner: Der Dichter. Ein Lautlesegedicht für eine Stimme. Poetische Satire über das Wesen der Literatur und ihrer Hersteller. Illustrationen von Sergio Vesely. Schmetterling, Stuttgart 1999, ISBN 3-89657-106-0.
- Fiechtner: Inmitten von allem liebe ich dich. Liebeslyrik. Edition diá, Berlin / São Paulo 1993, ISBN 3-86034-123-5.
- Fiechtner / Vesely: Gesang für América (II). Erweiterte Fassung des 1. Bandes „Are V Xe Oher“ mit neuem Band II zur Kolonialgeschichte („Santa Cruz de Indias“). Edition diá, St. Gallen / Berlin / São Paulo 1991, ISBN 978-3-86034-104-9.
- Fiechtner / Vesely: Gesang für América (I). Epische Lyrik zur Geschichte Amerikas. Erster Band zur indianischen Geschichte („Are V Xe Oher / Die alte Überlieferung“). Mit Fotografien von Edgar Ricardo von Buettner. Edition diá, St. Gallen / Berlin / São Paulo 1986, ISBN 978-3-905482-19-5.
- Die stummen Hunde. Tierfabeln aus Kuba, gesammelt von Miguel Barnet, eingeleitet, übersetzt und kommentiert von Urs M. Fiechtner und Sergio Vesely. Edition diá, St. Gallen / Berlin / São Paulo 1986, ISBN 3-905482-09-6.
- Fiechtner: Fluglizenz für einen Maulwurf. Gedichte und Kurzgeschichten. Mit Grafiken von Sergio Vesely. Neuer Malik Verlag, Kiel 1984, ISBN 978-3-89029-052-2.
- Urs M. Fiechtner, Ursula Waldmann: Am Rande. Berichte und Erzählungen von über Formen und Folgen der Folter als Mittel politischer Verfolgung weltweit. Mit Graphiken von Wolfgang Bleicher und Christian Kaiser. AS, Tübingen 1984, ISBN 978-3-88773-032-1.
- Fiechtner / Vesely: Xipe Totec. Poetische Erzählungen nach indianischen Legenden und Märchen aus Süd- und Mittelamerika. B. Bruscha, Tübingen 1979; az-Verlag, Tübingen / Frankfurt 1981; Ankenbauer & Spöhr, Tübingen 1983, ISBN 978-3-88233-105-9.
- Manfred Eichhorn / Urs M. Fiechtner (Hrsg.): Steck Dir einen Vers. Ankenbauer & Spöhr, Tübingen 1983, ISBN 978-3-88773-030-7.    Anthologie mit 60 internationalen Autoren, Grafikern und Fotografen, darunter die Hälfte Erstveröffentlicher.
- Fiechtner / Vesely: Auch wenn es Tage wie Nächte gibt. Liederbuch, Gedichte, Fotografien von Osvaldo Baratucci. AS, Tübingen 1982, ISBN 978-3-88773-019-2.
- Fiechtner: Die verschwundenen Kinder Argentiniens. Geschichten, Berichte und Dokumente über aus politischen Gründen verschleppte Kleinkinder und die Arbeit der Menschenrechtsorganisation Abuelas de Plaza de Mayo (Großmütter der Plaza de Mayo). Mit Beiträgen von Osvaldo Bayer. AS, Tübingen 1982, ISBN 978-3-88773-017-8.
- Fiechtner (Hrsg.): Suche nach M. Lyrik und Erzählungen von Urs M. Fiechtner, Sergio Vesely und Claus Magiera. Vorworte von Ingeborg Drewitz und Inge Aicher-Scholl. Illustriert von Ina-Maria Mihalyhegyi-Witthaut. B. Bruscha, Tübingen 1978.; AS, Tübingen 1981, ISBN 978-3-88233-101-1.
- Fiechtner (Hrsg.): An-Klagen. Schriften für Amnesty International. Mit Sergio Vesely u. a. Vorworte von Jean Améry und Helmut Frenz. Illustriert von Albrecht Kneer. B. Bruscha, Tübingen 1977; 4. erweiterte Auflage AS, Tübingen 1981, ISBN 978-3-88233-100-4.